# Meurthe
Meurthe je 159 km dolga reka v severovzhodni francoski regiji Loreni, desni pritok Mozele. Izvira v Vogezih pod vrhom Hohnecka, od koder teče pretežno v severozahodni smeri in se za Nancyjem izliva v Mozelo.

## Geografija

### Porečje
- Fave,
- Rabodeau,
- Plaine,
- Vezouze,
- Mortagne,
- Sânon.

### Departmaji in kraji
Reka Loara teče skozi naslednje departmaje in kraje:
- Vosges: Fraize, Saint-Dié-des-Vosges, Raon-l'Étape,
- Meurthe-et-Moselle: Baccarat, Lunéville, Tomblaine, Nancy.